# 汎存種
汎存種（はんぞんしゅ、英語: cosmopolitan, cosmopolitan species、ドイツ語: Kosmopolit）は、世界中どこにでも生息する動植物種のことを指す。広域分布種、普遍種、汎世界種、あるいは英語のままコスモポリタン（種）ということもある。植物の場合は、2大陸以上に生育している種を汎存種という。

## 概要
汎存種は、基本的に熱帯から寒帯まで広い範囲で生息する事ができる適応性を持っている。ただし、必ずしも北極や南極を含む全大陸に生息している必要はなく、広い範囲に生息している種のことを指して汎存種という。もともと生息域が広いために汎存種となっている種の他に、人間活動などによって多くの地域に移入され、それらの地域で定着することによって汎存種となった種もある。
汎存種となる種の共通点としては、高温、低温に耐性を持つなど、成育に適した温度帯が広いことが挙げられる。例えばショウジョウバエでは、世界的に生息する汎存種であるキイロショウジョウバエは、成育可能な気温の幅が広いことが示された一方で、アナナスショウジョウバエなど3種のアフリカ固有種については、低温に対する耐性がないことが示された。しかし一方で、固有種であっても適応できる気温の幅が広いこともあり、汎存種となれる条件を満たした種であれば一概に汎存種となっているとは限らない。

## 汎存種の例
- ヒト
- クロゴキブリ
- ドブネズミ
- アナウサギ
- アカギツネ
- シャチ
- マッコウクジラ
- ワタリガラス
- ヨシキリザメ
- ホホジロザメ
- ウルメイワシ
- ヒメアカタテハ
- セイヨウシミ
- ヤケヒョウヒダニ（英語版） - ハウスダストの原因の一つとして知られるダニ。